# Густав Барабаш
Густав Барабаш (Велика Горица, 14. јануар 1889 — СССР, 1937) је био командант у Октобарској револуцији.

## Биографија
Родио се у племићкој породици у Великој Горици крај Загреба. Отац Људевит му је био котарски предстојник.
Као правник и резервни официр мобилисан у аустроугрску војску. Заробљен је 1915. и ступио у Југословенски добровољачки корпус.
У данима Октобра формирао је 16. интернационалну дивизију и постао заменик команданта дивизије, затим начелник Штаба 4. црвене армије. Истакао се као начелник Штаба 2. украјинске дивизије при заузимању Полтаве и Кременчуга почетком 1919. У мају 1919. постао је члан ЦК Југословенског револуционарног савеза. Крајем 1919. вратио се у Загреб и постао чланом КП Југославије, где је ухапшен. Након изласка из затвора илегално се вратио у СССР.
У СССР-у се бавио шумарском делатношћу. Члан је СКП(б) од 1924. године. 1930-их кратко време радио у новинској агенцији ТАСС. 
Ухапшен је и погубљен током Велике чистке 1937. године. Постхумно је рехабилитован 1956. године.